# Grotte de Claminforge
La grotte de Claminforge est une cavité souterraine de Belgique située sur la rive gauche de la vallée de la Biesme, au sud du village de Falisolle, dans la commune de Sambreville, dans la province wallonne de Namur. Elle a livré des ossements fossiles humains datés du Mésolithique, issus d'une probable sépulture. Le site, qui s’ouvre dans la paroi d’une ancienne carrière aujourd’hui délaissée, est classé et occupé par des chauves-souris qui y hivernent.

## Historique
La sépulture de la grotte de Claminforge a été découverte en novembre 1988 par un groupe de spéléologues locaux, qui en a aussitôt effectué une fouille rapide. Le site a fait l'objet d'une fouille complémentaire par des archéologues en janvier 1995 sous la direction de Michel Toussaint.

## Description
La grotte s'ouvre à une altitude d'environ 140 m. La sépulture contenait des ossements fossiles humains fragmentaires. Toutefois, la fissure karstique où se trouvaient les ossements a été en partie détruite par une carrière qui en a emporté la partie antérieure. Les vestiges récoltés ne sont donc qu'une fraction résiduelle du gisement d'origine. L'attribution initiale des fossiles par les spéléologues à un seul individu, surnommé Marcel, a conduit ensuite à dénommer la fissure karstique Trou Marcel.

## Fossiles humains
Les recherches ont permis de rassembler quelque 63 restes osseux humains, dont des vertèbres, un col de fémur, trois os métacarpes, un élément de l’os coxal et un crâne partiel. Plusieurs petits fragments ne sont pas clairement identifiés.
L’ensemble est représentatif d'au moins 7 personnes, dont 4 adultes des deux sexes et 3 enfants, dont la grotte était vraisemblablement la tombe.

## Datation
Deux ossements humains issus du gisement ont été datés au carbone 14 en 1995 et 1996, le premier de 8755 à 8331 av. J.-C. (OxA-5451), et le second de 9155 à 8656 av. J.-C. (OxA-10552), ce qui correspond au Mésolithique ancien.

## Protection
En 1999, un arrêté ministériel de la Région wallonne a déclaré la grotte cavité souterraine d'intérêt scientifique.